# Lista siturilor arheologice din județul Botoșani - F
Lista siturilor arheologice din județul Botoșani - F conține toate siturile arheologice din județul Botoșani înscrise în Repertoriul Arheologic Național (RAN) și aflate în localități al căror nume începe cu litera F. RAN este administrat de Ministerul Culturii și Patrimoniului Național și cuprinde date științifice, cartografice, topografice, imagini și planuri, precum și orice alte informații privitoare la zonele cu potențial arheologic, studiate sau nu, încă existente sau dispărute.
Puteți căuta un sit din localitățile care încep cu litera F folosind formularul de mai jos sau puteți naviga prin toate siturile din județ la Lista siturilor arheologice din județul Botoșani.
| Cod RAN                               | Denumire | Localitate                           | Adresă               | Datare                                               | Descoperit                                 | Coordonate                                    | Imagine           | Erori            |
| ------------------------------------- | --- | ------------------------------------ | -------------------- | ---------------------------------------------------- | ------------------------------------------ | --------------------------------------------- | ----------------- | ---------------- |
| 36998.01.02 (Cod LMI: BT-I-s-B-01786) | Situl arheologic de la Fundu Herții - "La Redută" / ansamblu anonim (Categorie: locuire civilă) (Tip: Așezare fortificată) | sat Fundu Herții, comuna Cristinești | La Redută            | Suceava-Drumul Național sec. VIII - IX               | 1870                                       | 48°06′16″N 26°18′31″E / 48.10455°N 26.3086°E  | Încărcați imagine | Raportați eroare |
| 36998.01.01 (Cod LMI: BT-I-s-B-01786) | Situl arheologic de la Fundu Herții - "La Redută" / ansamblu anonim (Categorie: locuire civilă) (Tip: Așezare)             | sat Fundu Herții, comuna Cristinești | La Redută            | Cucuteni - A                                         | 1870                                       | 48°06′16″N 26°18′31″E / 48.10455°N 26.3086°E  | Încărcați imagine | Raportați eroare |
| 36998.01.03 (Cod LMI: BT-I-s-B-01786) | Situl arheologic de la Fundu Herții - "La Redută" / ansamblu anonim (Categorie: locuire civilă) (Tip: Așezare fortificată) | sat Fundu Herții, comuna Cristinești | La Redută            | Dridu sec. IX-XI                                     | 1870                                       | 48°06′16″N 26°18′31″E / 48.10455°N 26.3086°E  | Încărcați imagine | Raportați eroare |
| 36998.02.01                           | Situl arheologic de la Fundu Herții -Teiște / ansamblu anonim (Categorie: locuire civilă) (Tip: Așezare)                   | sat Fundu Herții, comuna Cristinești | Teiște               |                                                      | A. Păunescu, P. Șadurschi, V. Chirica 1973 | 48°07′09″N 26°17′45″E / 48.1192°N 26.29573°E  | Încărcați imagine | Raportați eroare |
| 36998.02.02                           | Situl arheologic de la Fundu Herții -Teiște / ansamblu anonim (Categorie: locuire civilă) (Tip: Așezare)                   | sat Fundu Herții, comuna Cristinești | Teiște               |                                                      | A. Păunescu, P. Șadurschi, V. Chirica 1973 | 48°07′09″N 26°17′45″E / 48.1192°N 26.29573°E  | Încărcați imagine | Raportați eroare |
| 37299.01.01                           | Așezarea paleolitică de la Flămânzi - La Stejari / ansamblu anonim (Categorie: locuire) (Tip: Așezare)                     | oraș Flămânzi                        | La Stejari           | Gravetian - oriental aprox. 28.000/27.000-20.000 ani | prof. P. Ștefănucă 1974                    | 47°32′53″N 26°50′30″E / 47.54792°N 26.84153°E | Încărcați imagine | Raportați eroare |
| 37299.02.01                           | Așezarea Cucuteni de la Flămânzi - Vatra satului / ansamblu anonim (Categorie: locuire civilă) (Tip: Așezare)              | oraș Flămânzi                        | Vatra satului        | Cucuteni aprox. 4.500- 3.500 ani                     | A. Păunescu, P. Șadurschi,V. Chirica 1974  | 47°33′11″N 26°50′56″E / 47.55312°N 26.84892°E | Încărcați imagine | Raportați eroare |
| 37299.03.01                           | Așezarea paleolitică de la Flămânzi - Pe Izlaz / ansamblu anonim (Categorie: locuire civilă) (Tip: Așezare)                | oraș Flămânzi                        | Pe Izlaz             |                                                      | A. Păunescu, P. Șadurschi,V. Chirica 1974  | 47°33′18″N 26°50′24″E / 47.55492°N 26.84013°E | Încărcați imagine | Raportați eroare |
| 36998.03.01                           | Movila Fundu Herții de la Fundu Herții / ansamblu anonim (Categorie: descoperire funerară) (Tip: movila)                   | sat Fundu Herții, comuna Cristinești | Movila Fundu Herții  |                                                      | O.L. Șovan                                 | 48°06′56″N 26°17′20″E / 48.11567°N 26.2888°E  | Încărcați imagine | Raportați eroare |
| 37333.01.01                           | Movila de la Frumușica - de la Cimitir / ansamblu anonim (Categorie: descoperire funerară) (Tip: Movilă)                   | sat Frumușica, comuna Frumușica      | Movila de la Cimitir |                                                      | O.L. Șovan 2009                            | 47°32′06″N 26°53′55″E / 47.535°N 26.89855°E   | Încărcați imagine | Raportați eroare |
| 37299.04.01                           | Movila Flămânzi de la Flămânzi / ansamblu anonim (Categorie: descoperire funerară) (Tip: Movilă)                           | oraș Flămânzi                        | Movila Flămânzi      |                                                      | O.L. Șovan 2009                            | 47°33′33″N 26°52′16″E / 47.55904°N 26.87098°E | Încărcați imagine | Raportați eroare |
| 37985.01.01                           | Movila După Sat I de la Flondora / ansamblu anonim (Categorie: descoperire funerară) (Tip: Movilă)                         | sat Flondora, comuna Manoleasa       | Movila După Sat I    |                                                      | O. L. Șovan 2009                           | 48°00′47″N 27°02′44″E / 48.01319°N 27.04569°E | Încărcați imagine | Raportați eroare |
| 37985.02.01                           | Movila După Sat II de la Flondora / ansamblu anonim (Categorie: descoperire funerară) (Tip: Movilă)                        | sat Flondora, comuna Manoleasa       | Movila După Sat II   |                                                      | O. L. Șovan 2009                           | 48°00′38″N 27°02′51″E / 48.01043°N 27.04738°E | Încărcați imagine | Raportați eroare |
| 39293.01.01                           | Movila Todireni de la Florești / ansamblu anonim (Categorie: descoperire funerară) (Tip: Movilă)                           | sat Florești, comuna Todireni        | Movila Todireni      |                                                      | O. L. Șovan 2009                           | 47°37′43″N 27°08′24″E / 47.62862°N 27.13999°E | Încărcați imagine | Raportați eroare |
| 39293.02.01                           | Movila David de la Florești / ansamblu anonim (Categorie: descoperire funerară) (Tip: Movilă)                              | sat Florești, comuna Todireni        | Movila David         |                                                      | O.L. Șovan 2009                            | 47°38′23″N 27°09′31″E / 47.63976°N 27.15854°E | Încărcați imagine | Raportați eroare |